# Carl Benz
Carl Friedrich Benz (Karlsruhe, 25 de noviembre de 1844-Ladenburg 4 de abril de 1929), más conocido como Karl Benz o Carl Benz, fue un ingeniero e inventor alemán, conocido por haber creado el Benz Patent-Motorwagen en 1886 junto con su esposa, este fue considerado como el primer vehículo de la historia diseñado para ser impulsado por un motor de combustión interna.

## Biografía
| Tricoche Benz de 1885.                                                                        |
| tres ruedas                                                                                   |
| Carrocería tubular                                                                            |
| Piñón y dirección cremallera, conectado a un timón; con las ruedas encadenadas al eje frontal |
| Arranque eléctrico                                                                            |
| Engranajes de diferencial trasero (válvulas de entrada de accionamiento mecánico)             |
| Motor de combustión refrigerado por agua                                                      |
| Motor de 4 tiempos transversal, de gasolina o petróleo                                        |
| Monocilíndrico, diámetro: 116 mm, carrera: 160 mm                                             |
| Modelo patente: 958 cc, 0.8 CV, 600 W, 16 km/h                                                |
| Modelo comercial: 1600 cc, ¾ hp, 13 km/h                                                      |

Carl Benz recibió el nombre de Karl Friedrich Michael Vaillant cuando nació el 25 de noviembre de 1844 en Mühlburg, integrado en la actualidad en el municipio de Karlsruhe, Baden-Württemberg, que es parte de la Alemania moderna. Sus padres fueron Josephine Vaillant y un conductor de locomotoras llamado Johann George Benz. De acuerdo con la ley alemana, Carl adquirió el nombre "Benz" del matrimonio legal de sus padres Benz y Vaillant. Cuando tenía dos años de edad, su padre murió de neumonía, cambió su nombre a Karl Friedrich Benz en honor a su padre fallecido.
En 1871 fundó su primera empresa para vender materiales de construcción. Al año siguiente se casó con Bertha Ringer (Bertha Benz), con quien tuvo cinco hijos: Richard Benz, Clara Benz, Ellen Benz, Thilde Benz y Eugen Benz.
Durante esta etapa  Karl Benz demostró su verdadero ingenio a través de los sucesivos inventos registrados mientras diseñaba lo que se convertiría en el estándar de producción de su motor de dos tiempos. Benz no tardó en patentar el sistema de regulación de la velocidad, el encendido por chispa con batería, la bujía, el carburador, el embrague, el cambio de marchas y el radiador de agua. 
El pasatiempo de toda la vida de Benz lo llevó a un taller de reparación de bicicletas en Mannheim, propiedad de Max Rose y Friedrich Wilhelm Eßlinger. En 1883, los tres fundaron una nueva compañía que producía máquinas industriales: Benz & Companie Rheinische Gasmotoren-Fabrik, generalmente conocida como Benz & Cie. Creciendo rápidamente hasta los veinticinco empleados, en 1883 comenzó a producir motores industriales de gas en Mannheim. Instaló un motor mono cilíndrico, de 958 cc y 0,75 cv refrigerado por agua en un triciclo que condujo por la ciudad en 1885. Ese mismo año Carl Benz y su socio Thomas Hardessen reconstruyeron el modelo.

### Primer automóvil
El 29 de enero de 1886, Benz solicitó la patente n.° 37.435 al gobierno alemán para un vehículo de tres ruedas, que es considerado el primer vehículo automotor de combustión interna de la historia. El Benz Patent-Motorwagen, como se le llamó, se exhibe hoy en el Museo Alemán (Deutsches Museum) en Múnich. 
Aun así, dejó de considerar la comercialización de su invención hasta que, en agosto de 1888, su esposa, Bertha Benz, sin decirle nada y sin permiso de las autoridades, condujo con sus hijos Richard y Eugen (de 13 y 15 años respectivamente), el nuevo Benz Patent-Motorwagen desde Mannheim hasta Pforzheim, convirtiéndose en la primera persona en conducir un automóvil en una distancia considerable (106 km). Quería demostrarle que el automóvil se convertiría en un éxito financiero una vez que se viera lo útil que podría ser para el público en general.
En 1890 se le unieron dos socios: Friedrich von Fischer, que se encargó de la administración, y Julius Ganss, responsable de ventas. Así, Benz tenía las manos libres para entregarse al desarrollo de la parte técnica de los automóviles, lo que favoreció la rápida progresión en este campo.
El primer vehículo Benz de cuatro ruedas se fabricó en 1893, el Benz Victoria, y al año siguiente el Benz Velo, que fue el modelo de base de los primeros camiones de 1895.
La producción en 1899 era de 572 vehículos, y Benz se convirtió en uno de los fabricantes de automóviles más importantes. Ese año apareció el primer coche de carreras, que fue el origen de numerosos éxitos.

### Benz Söhne (1906-1923)

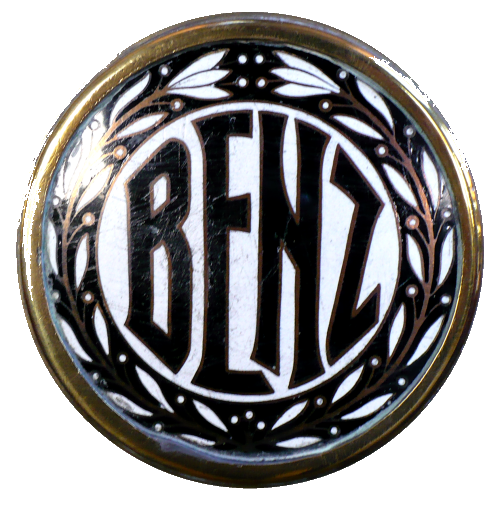
Logotipo con laureles utilizado en los automóviles Benz & Cie. después de 1909.

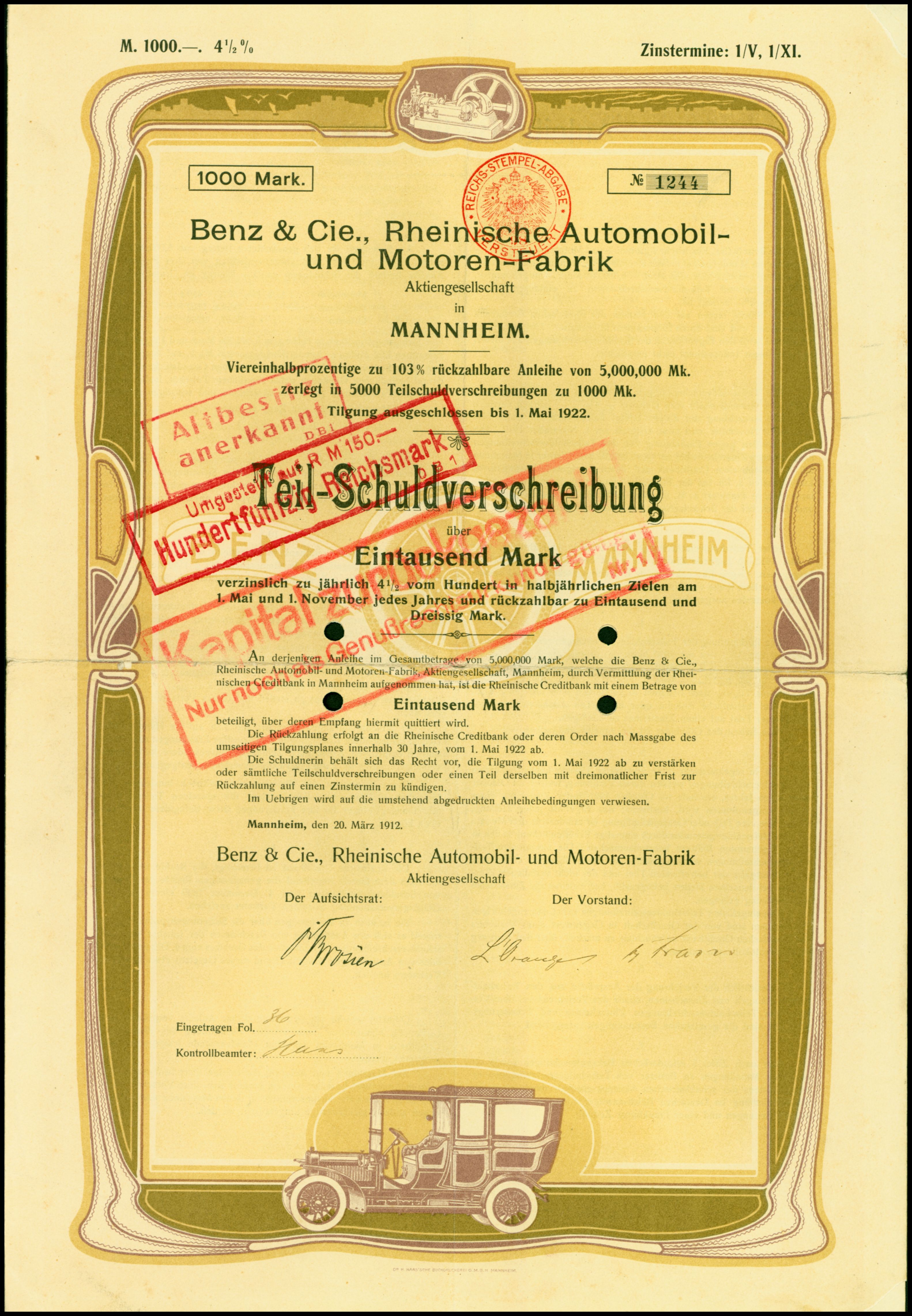
Bono de Benz & Cie. emitido en 1912.

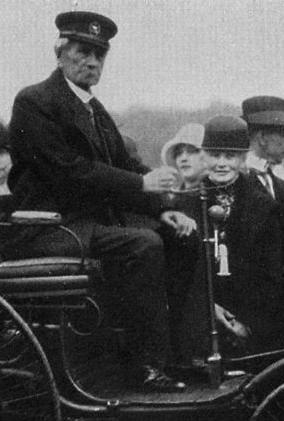
Karl y Bertha Benz c. 1926 (colección de Zenodot Verlagsgesellschaft mbH)

Karl Benz, Bertha Benz y su hijo Eugen se trasladan a vivir a Ladenburg, a 10 km al este de Mannheim, y fundan en 1906, con capital propio, la empresa privada C. Benz Söhne (C. Benz hijos), dedicada a la fabricación de automóviles y motores de gas. Este último tipo fue sustituido por motores de gasolina debido a la falta de demanda.

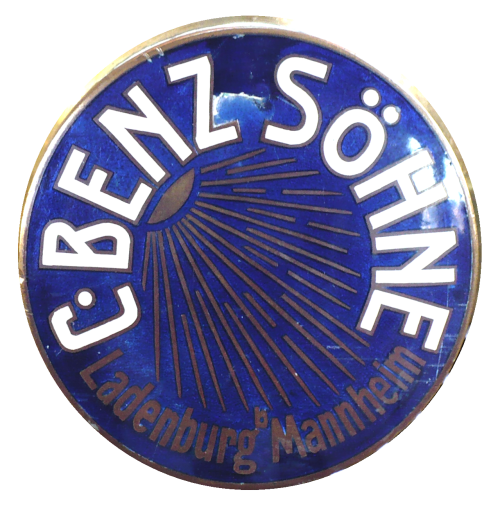
Logotipo en los vehículos de producción de la empresa familiar.

Esta empresa nunca emitió acciones públicamente, construyendo su propia línea de automóviles independientemente de Benz & Cie., que estaba ubicada en Mannheim. Los automóviles de los "hijos de Benz" eran de buena calidad y se hicieron populares en Londres como taxis.
En 1912, Karl Benz liquidó todas sus acciones de Benz Sons y dejó la empresa familiar de Ladenburg a Eugen y Richard, pero permaneció como director de Benz & Cie.
El 25 de noviembre de 1914, durante la celebración de su cumpleaños en Karlsruhe, su ciudad natal, Karl Benz, de setenta años de edad, fue investido doctor honoris causa por su alma mater, la Universidad de Karlsruhe, convirtiéndose así en el Dr. Ing. h. c. Karl Benz.
Casi desde el principio de la producción de automóviles, la participación en carreras de coches deportivos se convirtió en un importante método para dar publicidad a los fabricantes. Al principio, se corría con los modelos de serie y el Benz Velo participó en la primera carrera automovilística: París-Rouen 1894. Más tarde, la inversión en el desarrollo de coches de carreras para deportes de motor produjo beneficios a través de las ventas generadas por la asociación del nombre del automóvil con los ganadores. En aquella época se construyeron vehículos de carreras únicos, como el primer Tropfenwagen con motor central y diseño aerodinámico, una carrocería en forma de "lágrima" que se presentó en el Gran Premio de Europa de 1923 en Monza.
En el último año de producción de la empresa de los hijos de Benz, 1923, se construyeron trescientas cincuenta unidades. Durante el año siguiente, 1924, Karl Benz construyó otras dos unidades de 8/25 CV del automóvil fabricado por esta empresa, a medida para su uso personal, que nunca vendió; aún se conservan.
En 1910, Benz funda la Süddeutsche Automobil-Fabrik de Gaggenau.

### Hacia Daimler-Benz y el primer Mercedes-Benz en 1926

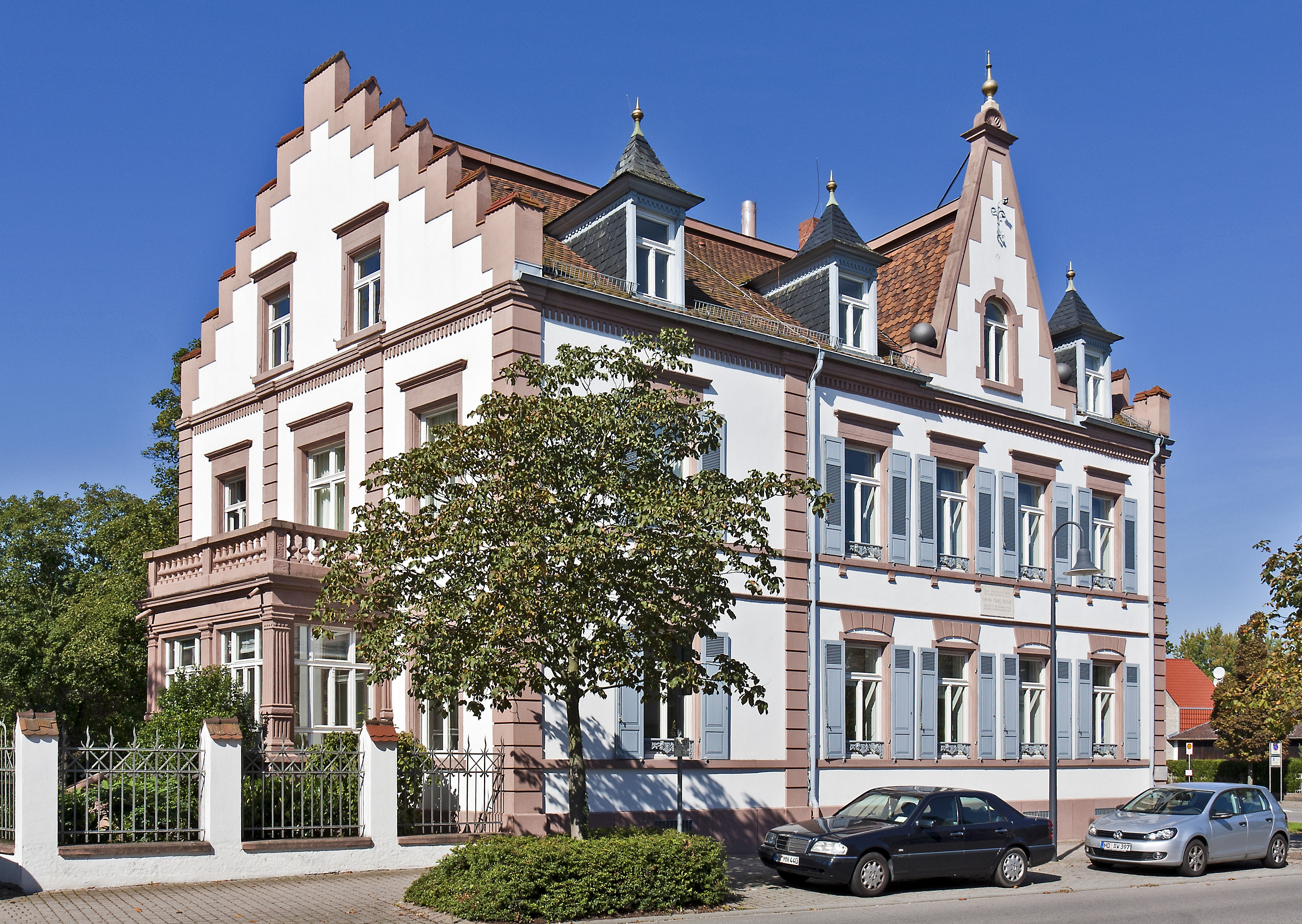
Último hogar de Karl y Bertha Benz, en la actualidad sede de la Fundación Gottlieb Daimler y Karl Benz en Ladenburg, en Baden-Württemberg.

La crisis económica alemana se agrava. En 1923, Benz & Cie. sólo fabricó 1.382 unidades en Mannheim y DMG, 1.020 en Stuttgart. El coste medio de un automóvil era de 25 millones de marcos debido a la rápida inflación. Las negociaciones entre las dos empresas se reanudaron y en 1924 firmaron un "Acuerdo de Interés Mutuo" válido hasta el año 2000. En 1924, Benz y Gottlieb Daimler comienzan el proceso de fusión. Ambas empresas unificaron el diseño, la producción, las compras, las ventas y la publicidad, comercializando conjuntamente sus modelos de automóviles, aunque manteniendo sus respectivas marcas.
El 28 de junio de 1926, Benz & Cie. y DMG se fusionaron definitivamente como la empresa Daimler-Benz', bautizando a todos sus automóviles, Mercedes-Benz, en honor al modelo más importante de los automóviles DMG, el Mercedes 35 CV de 1902, junto con el nombre Benz. El nombre de ese modelo de DMG se había elegido en honor de Mercédès Jellinek, de diez años, hija de Emil Jellinek, que había establecido las especificaciones del nuevo modelo. Entre 1900 y 1909 fue miembro del consejo de administración de DMG, aunque había dimitido mucho antes de la fusión.
Karl Benz fue miembro del nuevo consejo de administración de Daimler-Benz durante el resto de su vida. En 1926 se creó un nuevo logotipo, consistente en una estrella de tres puntas (que representaba el lema de Daimler: "motores para tierra, aire y agua") rodeada de los tradicionales laureles del logotipo de Benz, y la marca de todos sus automóviles pasó a llamarse Mercedes-Benz'. Los nombres de los modelos seguirían al nombre de la marca en la misma convención que hoy en día.
Al año siguiente, 1927, el número de unidades vendidas se triplicó hasta alcanzar las 7.918 y se lanzó la línea de diésel para la producción de camiones. En 1928 se presentó el Mercedes-Benz SSK'.

### Fallecimiento
Carl Benz falleció el 4 de abril de 1929 en Ladenburg, Alemania, a los 84 años de edad.

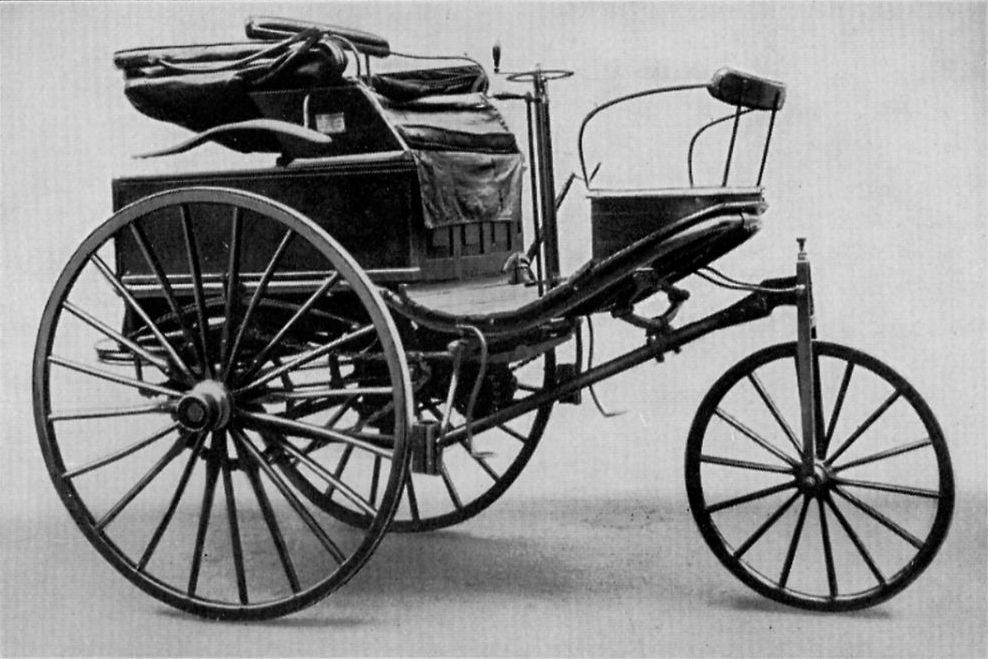
El Benz Patent-Motorwagen Número 3 de 1888, usado por Bertha Benz para el primer trayecto de larga distancia en automóvil (106 km).

## Vehículos notables desarrollados por Benz

### Benz Victoria
El Benz Victoria era un automóvil para dos pasajeros con un motor de 2,2 kW (3,0 CV), que podía alcanzar una velocidad máxima de 18 km/h (11 mph) y tenía un eje delantero pivotante accionado por un timón con cadena de rodillos para la dirección. El modelo tuvo éxito con 85 unidades vendidas en 1893, y se fabricó también en una versión de cuatro plazas con bancos de asiento enfrentados denominada "Vis-à-Vis".

### Benz Velo

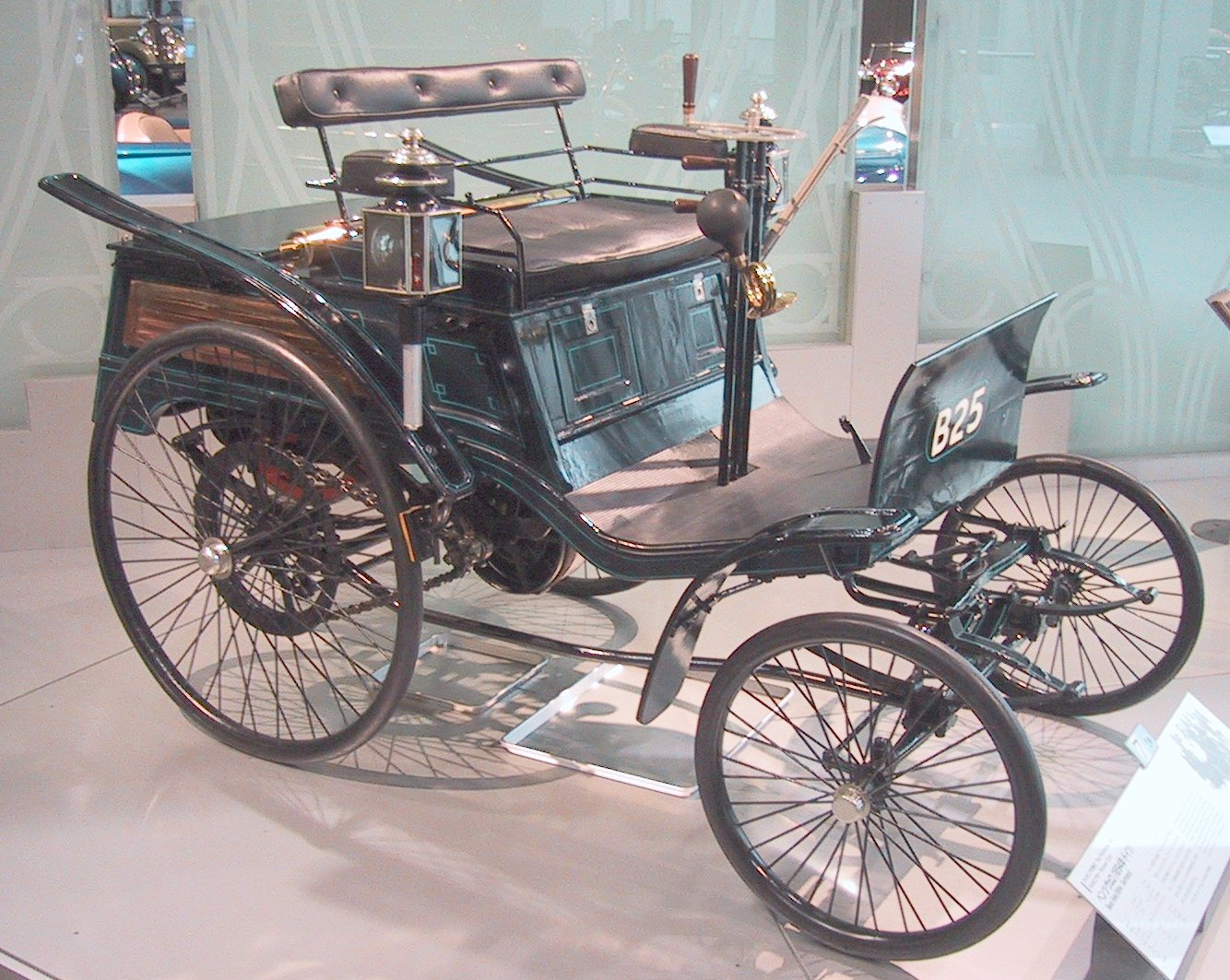
El Benz Velo.

Entre 1894 y 1902, Benz fabricó más de 1.200 unidades de lo que algunos consideran el primer automóvil fabricado en serie, el Velocipede, más tarde conocido como Benz Velo. El primer Velo tenía un motor de 1L y 1,5 caballos (1,5 CV; 1,1 kW), y más tarde un motor de 3 caballos (3 CV; 2 kW), que le proporcionaba una velocidad máxima de 19 km/h (12 mph).
El Velo participó en la primera carrera automovilística del mundo, la París-Rouen de 1894, en la que Émile Roger terminó en 14.ª posición, tras recorrer los 126 km en 10 horas 01 minutos a una velocidad media de 12,7 km/h.

### Camión

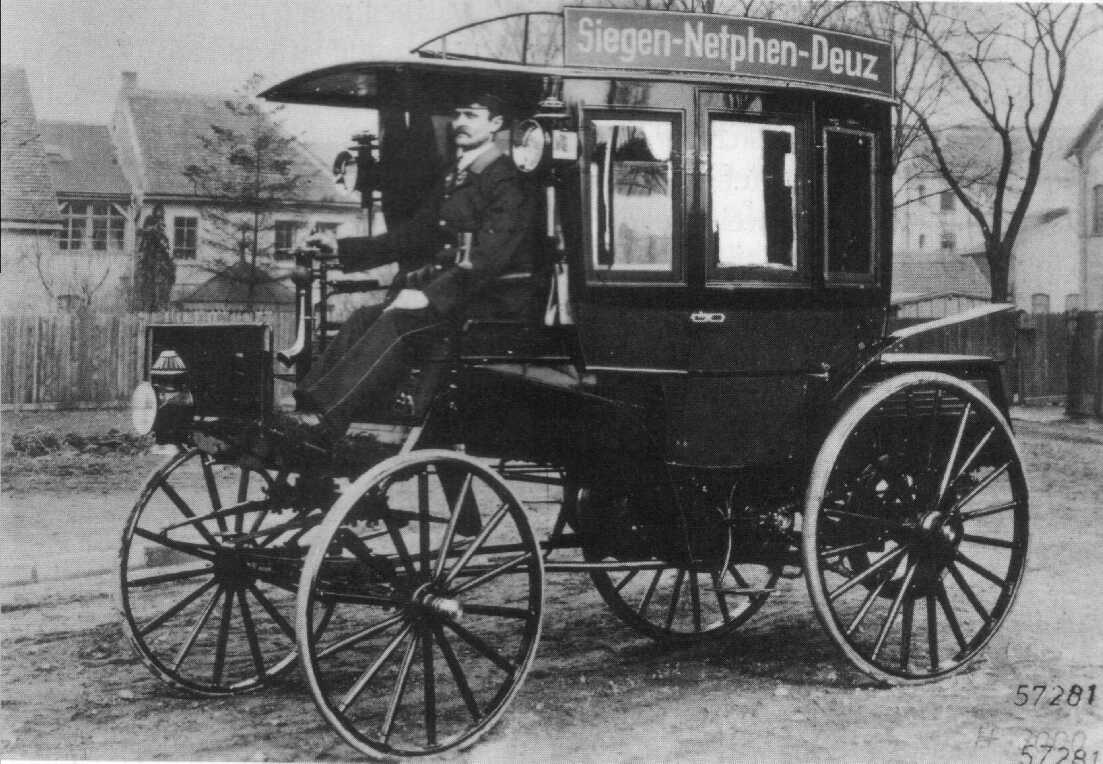
El Benz Omnibus, el primer autobús con motor de combustión interna.

En 1895, Benz diseñó el primer camión con motor de combustión interna de la historia. Benz también construyó en 1895 los primeros autobuses a motor de la historia, para la empresa de autobuses Netphener.

### Blitzen Benz

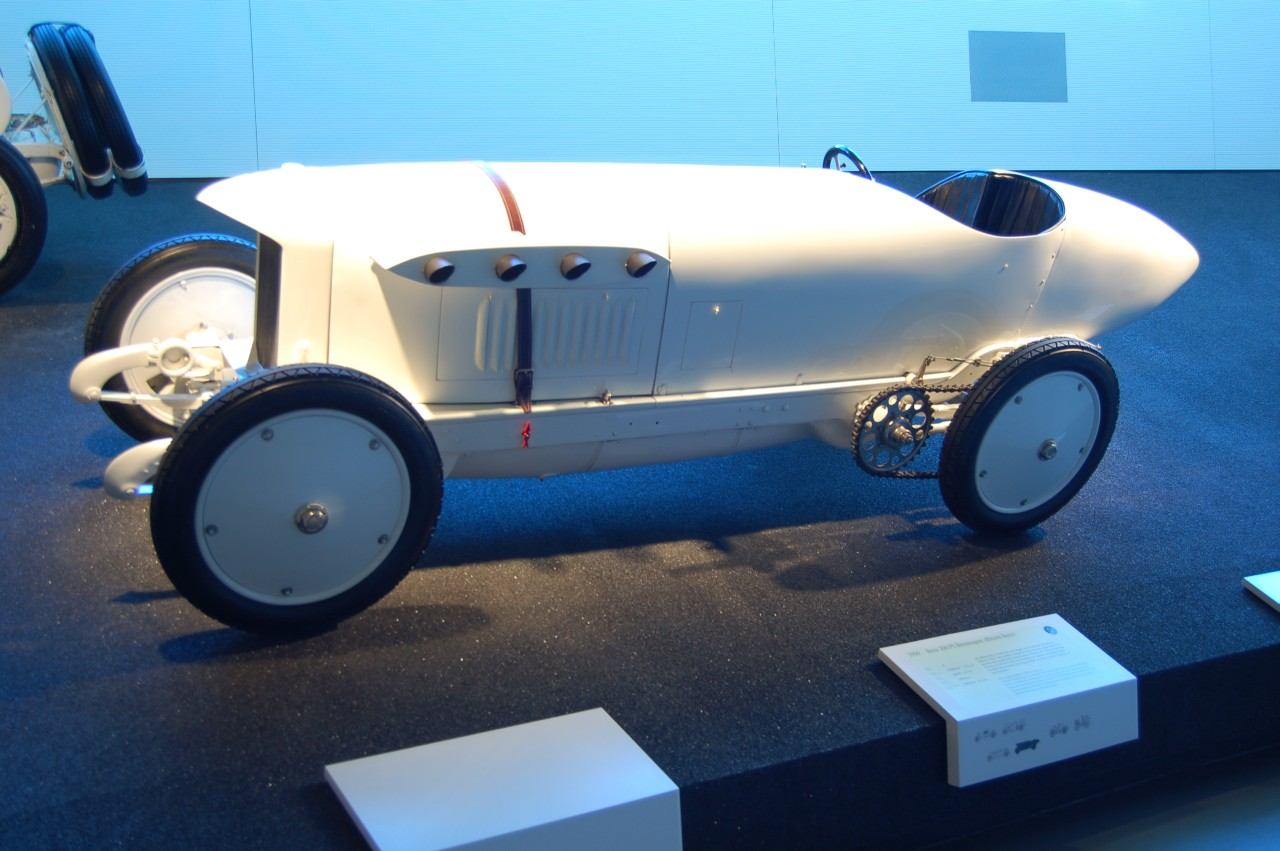
Blitzen Benz de 1909 - construido por Benz & Cie., que ostentaba el récord de velocidad en tierra.

En 1909, Benz & Cie. construyó en Mannheim el Blitzen Benz. Este vehículo con pico de pájaro tenía un motor de 21,5 litros (1312ci) y 150 kW (200 CV), y el 9 de noviembre de 1909, en manos del francés Victor Hémery, el corredor de velocidad en tierra de Brooklands, estableció un récord de 226,91 km/h (141,00 mph), del que se decía que era "más rápido que cualquier avión, tren o automóvil" de la época, un récord que no fue superado durante diez años por ningún otro vehículo. Fue transportado a varios países, entre ellos Estados Unidos, para establecer múltiples récords de este logro.

## Retrato en el cine
| Año  | Película      | Director      | Actor     |
| ---- | ------------- | ------------- | --------- |
| 2011 | Carl & Bertha | Till Endemann | Ken Duken |

## Galería de imágenes

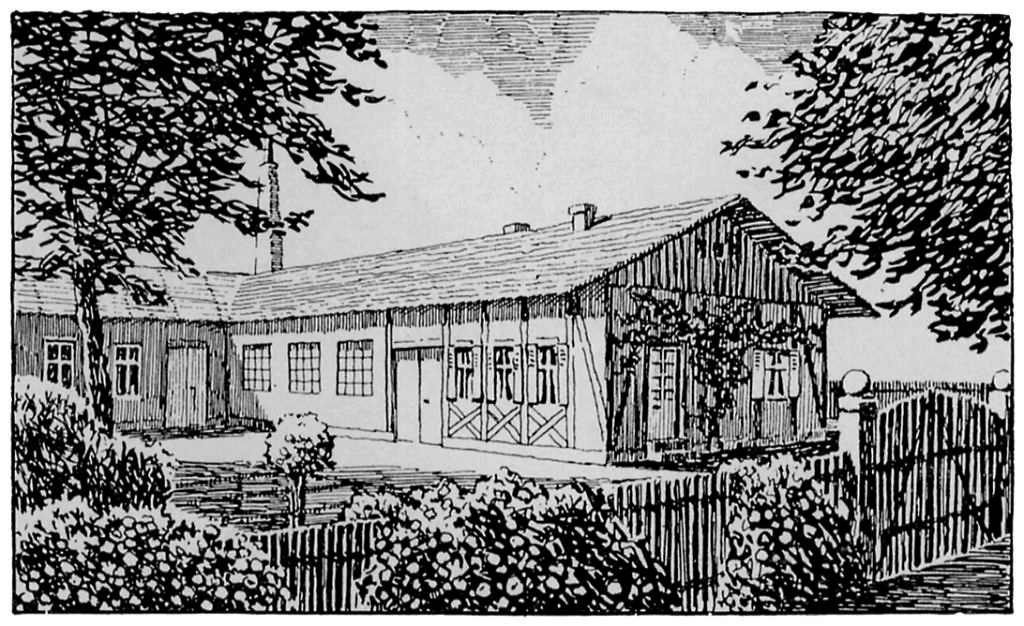
La fábrica de Carl Benz en Mannheim, Alemania.
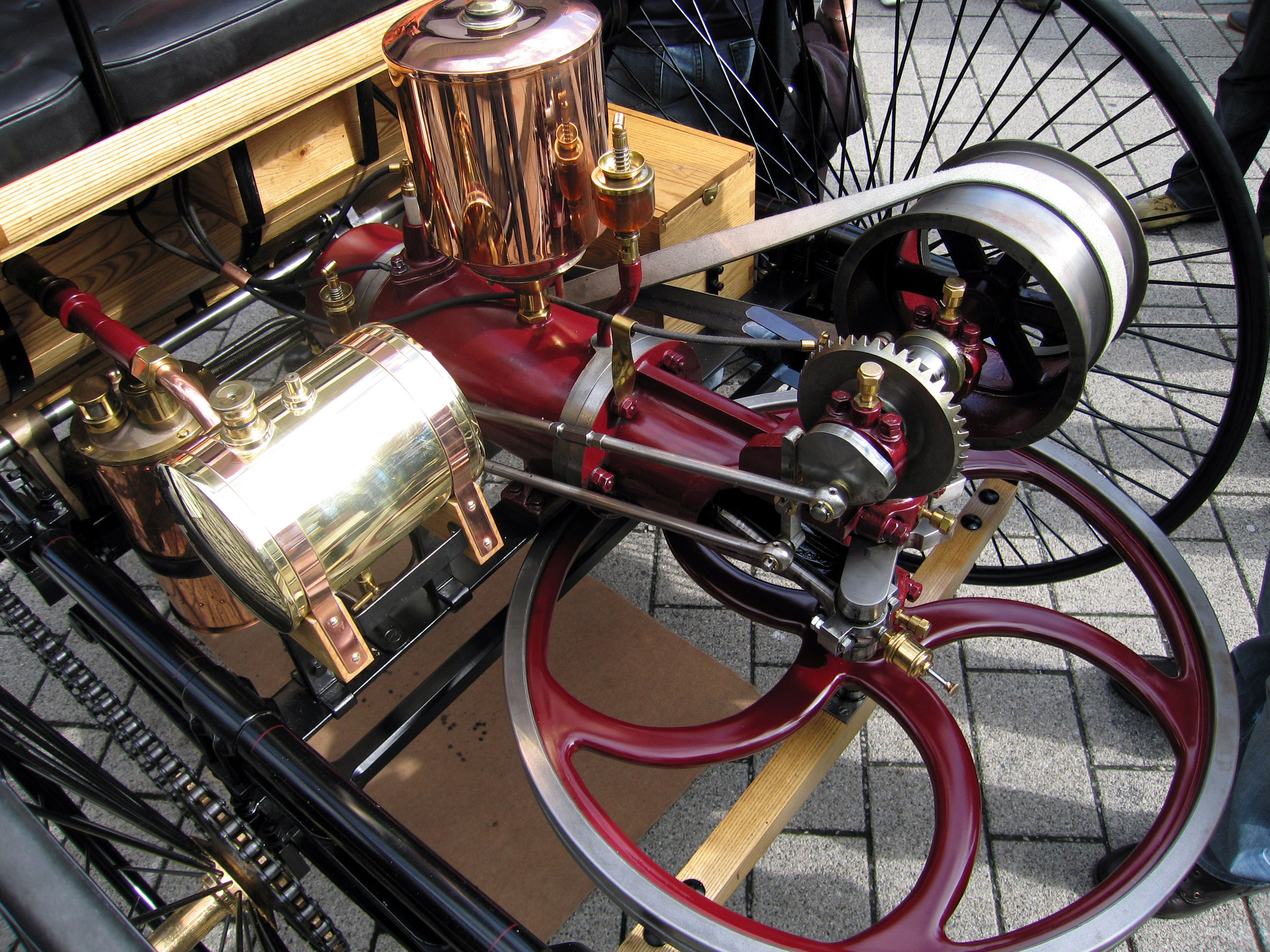
Motor del automóvil de Benz.
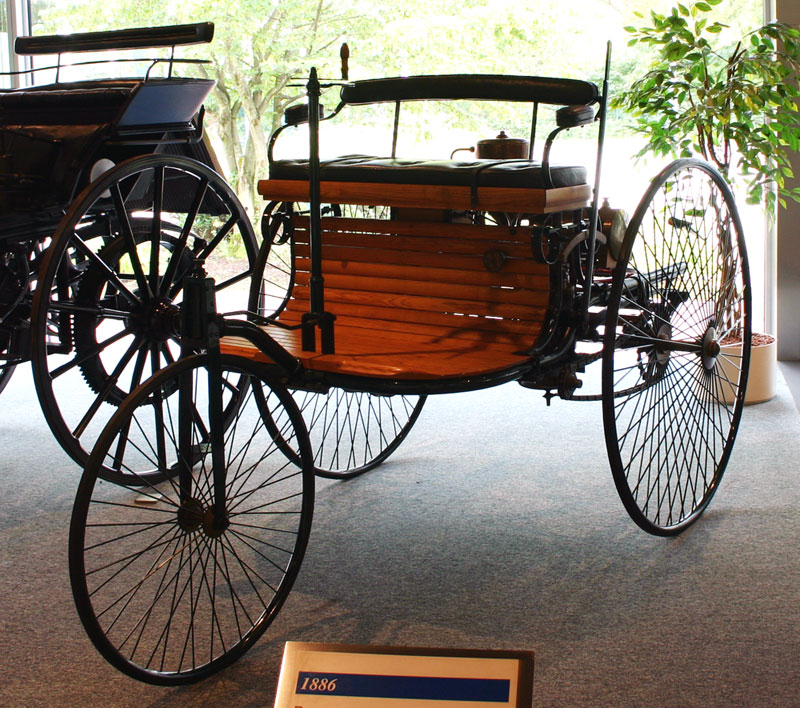
Automóvil patentado en 1886 por Carl Benz
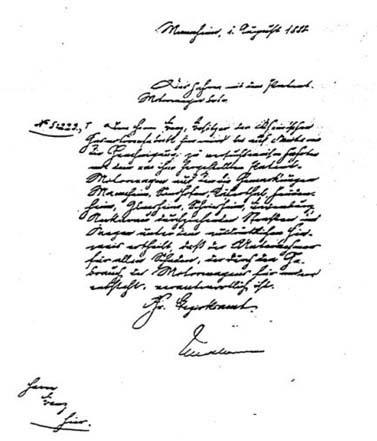
El primer permiso de conducir en el mundo, otorgado a Carl Benz el 1 de agosto de 1888.
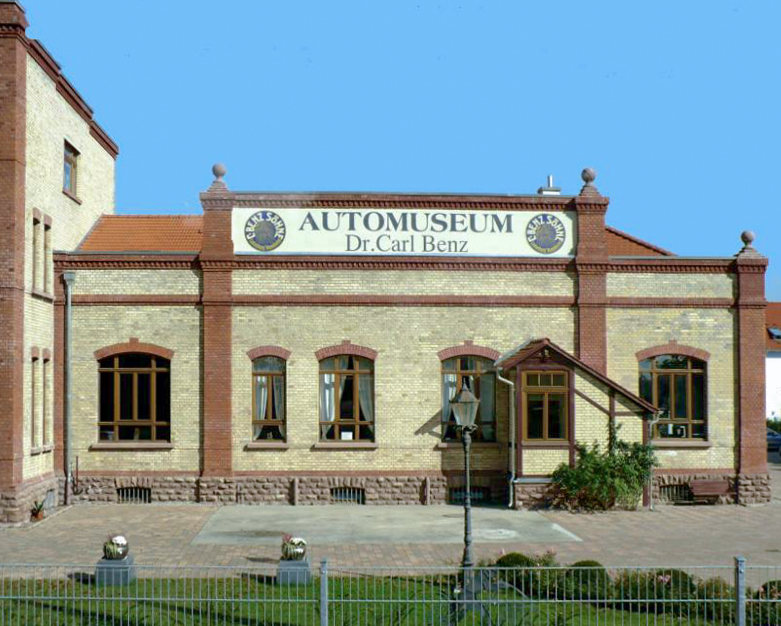
El museo del auto Dr. Carl Benz en Ladenburg, Alemania.
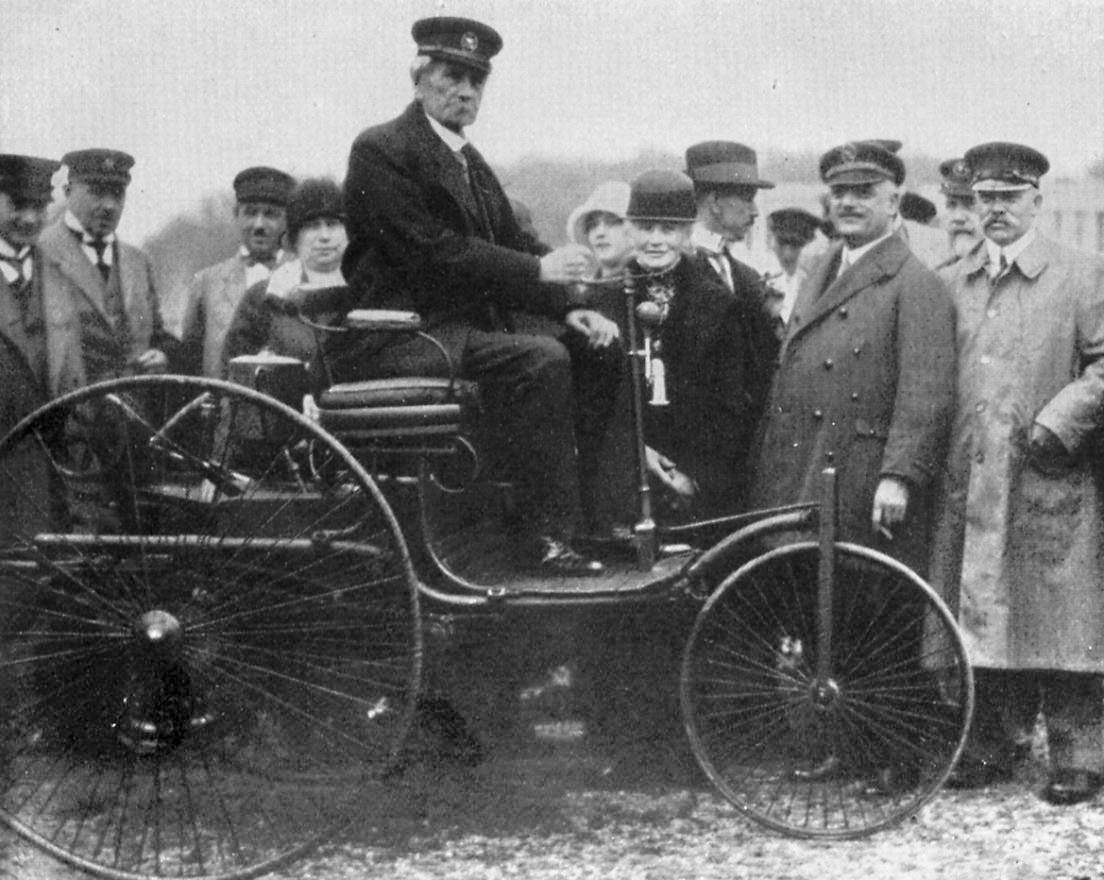
Carl y Bertha Benz en su automóvil patentado.
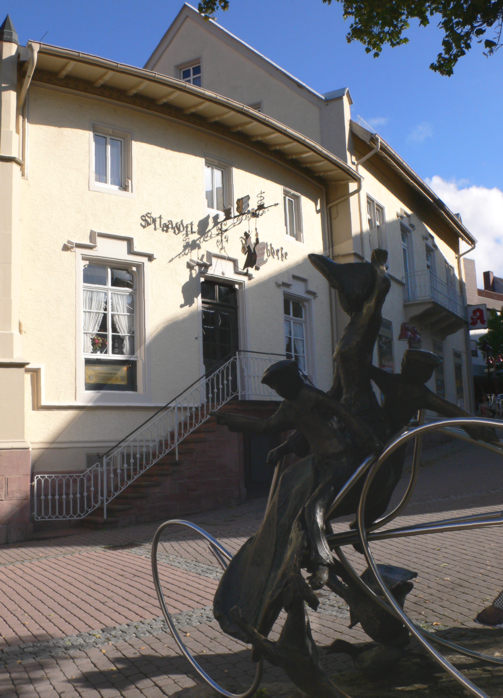
La primera gasolinera del mundo, en Wiesloch, Alemania